# 熱暴流
在氣象學中，熱暴流是一種罕見的現象，特徵是會有陣風，溫度迅速升高，露點（濕度）降低。 熱暴流通常發生在夜間。
雖然這個現象還沒有被完全理解，但是理論上這個事件是在雨水蒸發的時候引起的，這樣一個大氣層的冷乾空氣使得空氣比周圍環境更密集。其後其快速下降，因為壓縮而升溫，超過其平衡水平並到達表面，類似下沉氣流。

## 特徵

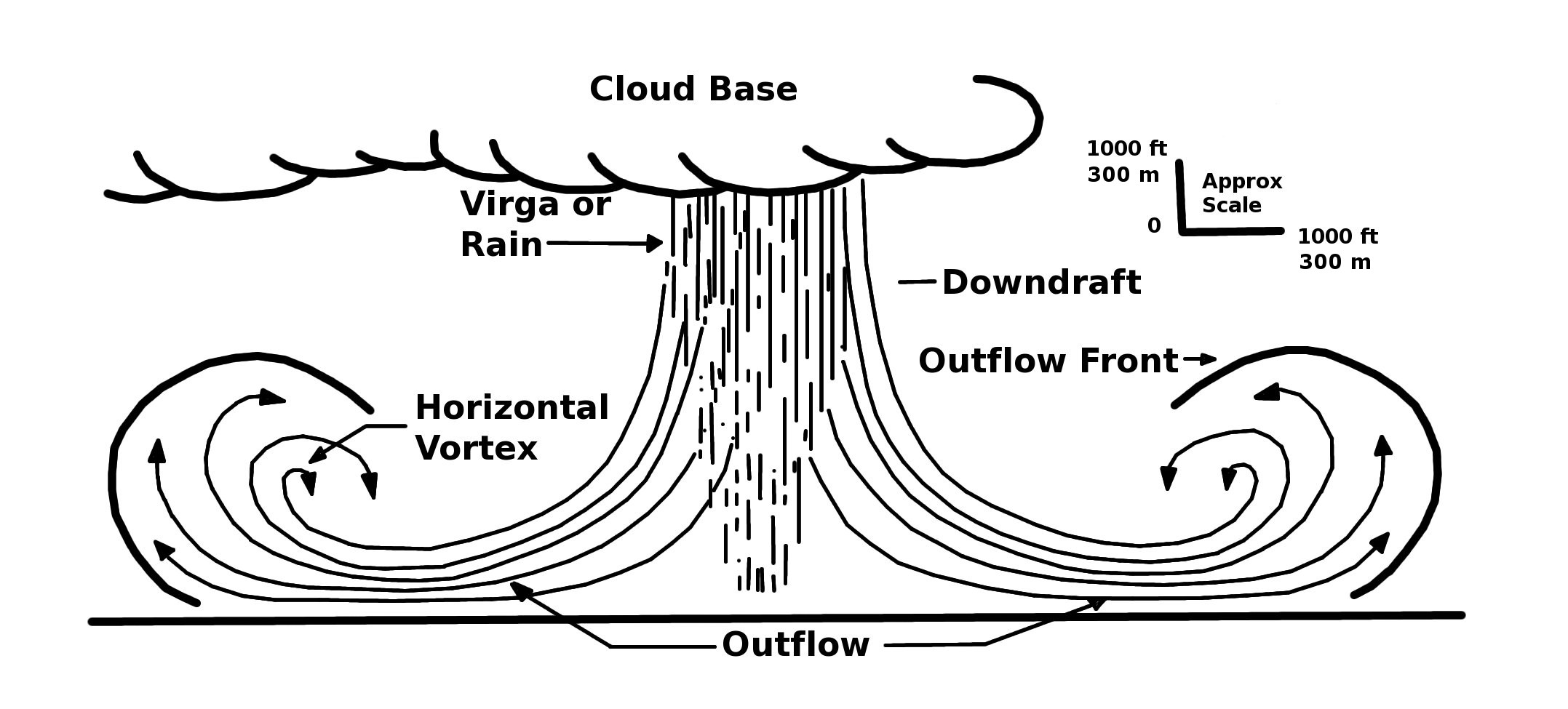
熱暴流屬下沉氣流的一種

熱暴流通常持續幾分鐘到幾個小時不等。一般來說，在春季後期和夏季都會發生熱暴流，由於潛在的溫度升幅，通常夜間才會發生熱暴流。在極少數情況下，白天也會發生熱暴流。熱暴流期間的溫度曾經達到高於38℃（100℉），有時在短短幾分鐘內就會上升11℃（20℉）或更高。亦有報告指，更為極端的事件，氣溫可達49℃（120℉）。熱暴流的特徵還有極度乾燥的空氣。

## 熱暴流的起因
當雷暴開始消散，雲層開始上升；當雲層上升了之後，還有一個積雨層。在產生這個變化的時候，系統失去了所有能量；雨滴開始蒸發成乾燥的空氣。隨著暖空氣下降，大氣壓力逐漸增加，取代了地面上的冷空氣。

## 預測
預測熱暴流的第一步是認識到發生熱暴流來臨之前所產生的變化。來自高對流雲的雨落在雲層以下並蒸發，比周圍環境更冷的空氣落下。

## 極端事件
- 切諾基，俄克拉何馬州，1909年7月11日：報告指，凌晨3點，切諾基，俄克拉荷馬州南部的一個熱暴流導致溫度上升到57.8 °C（136.0 °F），導致該地區的作物枯萎[6]。